# Swallowfield
Swallowfield est un village du Berkshire, en Angleterre.

## Résidents notables
- Thomas Pitt[1]
- Mary Russell Mitford[2]